# Cymatia americana
Cymatia americana är en insektsart som beskrevs av Hussey 1920. Cymatia americana ingår i släktet Cymatia och familjen buksimmare. Inga underarter finns listade i Catalogue of Life.